# Гарбіндер Сінґг
Гарбіндер Сінґг (8 липня 1943) — індійський хокеїст на траві.
Олімпійський чемпіон 1964 року, бронзовий призер 1968, 1972 років.
Переможець Азійських ігор 1966 року, срібний призер 1970 року.